# محمد السعيد
محمد السعيد (بالإنجليزية: Mohammed Al-Saeed)‏؛ مواليد 14 نوفمبر 1996 في ، السعودية، هو لاعب كرة قدم سعودي يلعب لنادي الفتح.

## مسيرة اللاعب
كانت بداياته مع نادي العدالة و انظم إلى نادي الفتح في عام 2016 و أعير إلى نادي العدالة مطلع عام 2019 .

## الحياة الشخصية
هو شقيق اللاعب جعفر السعيد.

## روابط خارجية
- محمد السعيد على موقع Soccerway.com (الإنجليزية)